# Марчелло Барталіні
Марчелло Барталіні (італ. Marcello Bartalini, 12 березня 1962) — італійський велогонщик.
Олімпійський чемпіон 1984 року в роздільній командній гонці.